# Adamo di Montaldo
Adamo di Montaldo fue un monacato agustino y poeta originario de Liguria que vivió en la segunda mitad del siglo XV. Se sabe poco de este escritor, aunque se lo cataloga como uno de los principales autores de poemas latinos en los que instaba a una cruzada contra los turcos, lo que le valió el apodo de «Tirteo cristiano»; además, escribió un relato de la caída de Constantinopla después de 1470.

## Obras
- De laudibus familiae de Aura
- Carmina contra Turcos. ca. 1480/90 (H 11555, GW M25291, ISTC im00817500, en línea en la Biblioteca Apostólica Vaticana Inc.IV.543(17)).